# Barbion vert
Pogoniulus simplex
Espèce
Statut de conservation UICN

 LC  : Préoccupation mineure
Le Barbion vert (Pogoniulus simplex) est une espèce d'oiseaux de la famille des Lybiidae. Selon Alan P. Peterson, c'est une espèce monotypique.
Son aire dissoute s'étend sur le Kenya, la Tanzanie, le Malawi et le Mozambique.